# Хайдкамп, Конрад
Конрад Хайдкамп (нем. Konrad Heidkamp; 27 сентября 1905, Дюссельдорф, Пруссия — 6 марта 1994, Мюнхен) — немецкий футболист и футбольный тренер, играл на позиции защитника.

## Биография

### Клубная карьера
Хайдкамп был воспитанником «Дюссельдорфера», за который играл в течение трёх сезонов. В 1928 году перешёл в «Баварию», в составе которой отыграл восемь сезонов, став одним из ключевых игроков мюнхенского клуба. Он был капитаном «Баварии», с которой в 1932 году выиграл чемпионский титул.

### Карьера в сборной
В составе сборной Германии принимал участие на олимпийском футбольном турнире 1928 года, но на турнире на поле так и не вышел. Всего за сборную Германии сыграл 9 матчей и забил 1 гол.

### Тренерская карьера и Вторая мировая война
Работал главным тренером клубов «Аугсбург» (1937—1939) и «Баварии» (1943—1945).
Во время Второй мировой войны летом 1942 года Мюнхен начал подвергаться бомбардировкам авиацией союзников и супруга Конрада Магдалена предложила вывезти трофеи «Баварии» на ферму, где она проводила каникулы в детстве. Трофеи были вывезены из Мюнхена на машинах, где они хранились на ферме до весны 1945 года. Затем трофеи были помещены в коробки и закопаны на фермерском участке, поскольку супруги Хайдкамп опасались разграбления союзными солдатами.

### Смерть
Скончался 6 марта 1994 года в Мюнхене в возрасте 88 лет.

## Достижения
«Бавария»
- Чемпион Германии (1) : 1932
- Чемпион Бециркслиги[англ.] (4) : 1930, 1931, 1932, 1933